# Frytown
Frytown è un census-designated place (CDP) degli Stati Uniti d'America, situato nello stato dell'Iowa, nella contea di Johnson. Secondo il censimento del 2020 gli abitanti di Frytown ammontavano a 193.
Vicino a Frytown si trova un parco boschivo che appartiene alla contea di Johnson.

## Storia
Il nome della città deriva dalla famiglia Fry, che immigrò in questa zona. Alcuni segni di questa famiglia si trovano nel cimitero che si trova ad est del centro abitato.